# Charles-René d’Hozier

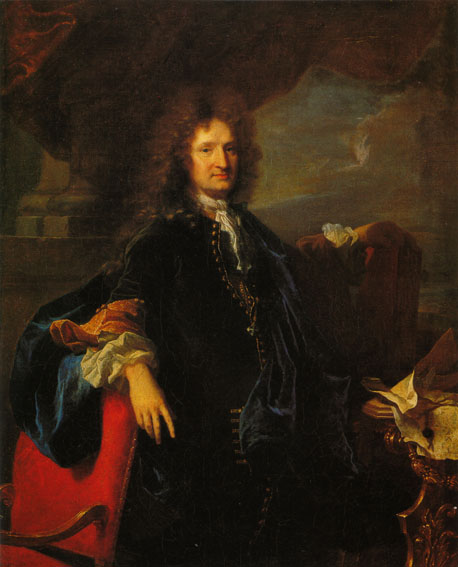
Charles-René d’Hozier (Gemälde von Hyacinthe Rigaud)

Charles-René d’Hozier (* 24. Februar 1640 in Paris; † 13. Februar 1732 ebenda) war ein französischer Historiker und Genealoge.

## Leben
Als jüngerer Sohn des Genealogen Pierre d’Hozier war er Nachfolger seines Vaters. Zusätzlich zu seinem Kommentar zur Geschichte von König Karl IX. von Antoine Varillas veröffentlichte er die Recherches sur la noblesse de Champagne.
Sein Armorial général de France (auch Armorial d’Hozier) ist ein Wappenbuch des Königreichs Frankreich aus dem Jahr 1696. Dieses staatliche Wappenbuch des bourbonischen Frankreich wurde – aufbauend auf Vorarbeiten seit 1615 – aufgrund eines Ediktes von König Ludwig XIV. ab 1696 von Charles-René d’Hozier angelegt. Da alle französischen Wappenträger (auch Nicht-Adelige) verpflichtet waren, sich eintragen zu lassen, enthält es fast alle wappenführenden französischen Familien seiner Zeit mit 125.807 Wappen. Die 35 Bände mit den farbigen Wappenaufrissen sind nach den 25 historischen Provinzen Frankreichs gegliedert.
Im Jahr 1717 verkaufte Charles-René d’Hozier aufgrund eines Streits mit seinem Neffen Louis Pierre Roger, dem Sohn von Louis Roger, seine Sammlung an den König. Sie umfasste 160 alphabetisch geordnete Mappen mit genealogischen Dokumenten, 175 Bände mit sonstigen Dokumenten und auch gedruckte Bücher mit zahlreichen Anmerkungen.
Sein Nachfolger wurde Louis-Pierre d’Hozier.